# Bill McGarry
William Harry „Bill“ McGarry (* 10. Juni 1927 in Stoke-on-Trent; † 15. März 2005) war ein englischer Fußballspieler und -trainer. Als rechter Außenläufer war er in den 1950er-Jahren langjähriger Spieler von Huddersfield Town. Dazu absolvierte er vier Länderspiele für die englische Nationalmannschaft, darunter zwei Partien bei der Weltmeisterschaft 1954 in der Schweiz. Als Trainer war er vor allem für seine Zeit bei den Wolverhampton Wanderers bekannt, die er zu Beginn der 1970er-Jahre ins Endspiel des UEFA-Pokals (1972) und zum Gewinn des Ligapokals (1974) führte.

## Sportlicher Werdegang

### Spielerkarriere
McGarry begann seine aktive Fußballerlaufbahn beim unterklassigen Klub Northwood Mission, ansässig im Zentrum seiner Geburtsstadt Stoke-on-Trent im Stadtteil Hanley. Im April 1945 schloss er sich schließlich Port Vale an und nachdem er zunächst auf Amateurbasis verpflichtet worden war, folgte im Juni 1945 der erste Profivertrag. Kurz vor Jahresfrist debütierte er am Boxing Day unter Trainer Billy Frith gegen den FC Walsall (0:1) in einem Pflichtspiel für die erste Mannschaft und unter Friths Nachfolger Gordon Hodgson bestritt er sieben Ligapartien in der folgenden Saison 1946/47 – der ersten Meisterschaftsspielzeit nach der kriegsbedingten Unterbrechung. Der sportliche Durchbruch gelang ihm ab November 1947 und zwei Jahre nach seinem Einstand gelang ihm beim 5:0-Kantersieg gegen Brighton & Hove Albion das erste Tor in seiner Profikarriere. Fortan fehlte McGarry nur selten in der Startformation und in der Spielzeit 1949/50 bestritt er alle 42 Ligapartien. Knapp ein Jahr später wechselte McGarry für eine Ablösesumme von 12.000 Pfund im März 1951 zum Erstligisten Huddersfield Town.
Bei den „Terriers“ sollte er unter Trainer George Stephenson an der Seite von Laurie Kelly eine Läuferreihe bilden und rasch erarbeitete sich McGarry einen guten Ruf mit einer robusten und zweikampfstarken Spielweise. Er bestritt gegen Ende der Spielzeit 1950/51 zehn Partien und im folgenden Jahr war er Stammspieler in einer Mannschaft, die jedoch 1952 den Gang in die Zweitklassigkeit antreten musste. Unter Stephensons Nachfolger Andy Beattie gelang der direkte Wiederaufstieg und McGarry war Bestandteil einer sehr stabilen Abwehrformation, die er gemeinsam mit Kelly, Don McEvoy, Len Quested, Ron Staniforth und Torhüter Jack Wheeler bildete – die genannten Akteure verpassten alle nicht eine einzige Minute während der Saison auf dem Feld. Mit seinen Leistungen spielte sich McGarry in den Fokus englischer Auswahlmannschaften und einem Auftritt in der B-Nationalmannschaft folgte die Nominierung in den englischen Kader für die anstehende Weltmeisterschaft 1954 in der Schweiz. Dort bestritt er als Debütant zwei Einsätze gegen die Schweiz (2:0) und Uruguay (2:4); im anschließenden Jahr 1955 absolvierte er gegen Dänemark (5:1) und Wales (1:2) zwei weitere (und letzte) Länderspiele für die „Three Lions“ – 1956 war er noch Teil einer Auswahlmannschaft des englischen Fußballverbands (FA) anlässlich einer Südafrikareise.
Bis 1956 war McGarry bei Huddersfield Town auch in der höchsten englischen Spielklasse aktiv, bevor sich die vormals solide Abwehr zunehmend löchrig zeigte, was wiederum 1956 in den Abstieg in die Second Division mündete. Dabei musste er sich mit seinem Team dem direkten Konkurrenten Aston Villa aufgrund des schlechteren Torquotienten geschlagen geben. Im November 1956 kam mit Bill Shankly ein neuer Trainer an die Leeds Road, der weiterhin McGarry das Vertrauen schenkte. Die Rückkehr in die englische Eliteklasse blieb für McGarry in den drei Jahren unter Shankly aber außer Reichweite und mit einem zwölften, neunten und vierzehnten Rang sprangen nur Mittelfeldplatzierungen heraus. Erst unter Eddie Boot, der im Dezember 1959 den zum FC Liverpool abgewanderten Shankly ersetzte, gelang kurzzeitig eine sportliche Weiterentwicklung hinauf auf den sechsten Platz, zu dem McGarry 38 eigene Einsätze beitrug. Der positive Trend war jedoch nicht von Dauer und in seiner letzten Spielzeit für Huddersfield stützte McGarry mit seinen Mannen auf Rang 20 ab.
Nach zehn Jahren verließ McGarry Huddersfield Town in Richtung Süden und im März 1961 wurde er zum ersten Spielertrainer von Bournemouth & Boscome Athletic. Bei dem neuen Klub bestritt er selbst noch 78 Ligaspiele in zwei Jahren, bevor er die aktive Karriere beendete und sich vollständig der Trainerlaufbahn widmete.

### Trainerlaufbahn

#### Vom Spieler- zum Cheftrainer: Bournemouth, Watford und Ipswich (1961–1968)
Bereits zu Beginn seiner Trainerzeit konnte McGarry bei dem Drittligisten einen Achtungserfolg feiern und 1962 scheiterte er nur knapp am möglichen Aufstieg mit drei Punkten Abstand auf Grimsby Town. Auch der fünfte Rang im folgenden Jahr war in etwa auf gleichem Niveau, da sein Team lediglich sechs Punkte hinter Aufsteiger Swindon Town lag. Im Juli 1963 wechselte McGarry zum Drittligakonkurrenten FC Watford, bei dem er die Trainernachfolge von Ron Burgess antrat. Ein weiteres Mal scheiterte er knapp am Aufstieg, nun als Drittplatzierter mit jeweils zwei Punkten hinter Coventry City und Crystal Palace. Dessen ungeachtet hatte er sich als Trainer mittlerweile einen Namen gemacht, wenngleich er aufgrund seiner Strenge und Disziplinfixiertheit von den eigenen Spielern mehr respektiert als gemocht wurde.
Kurz nach Beginn der folgenden Saison 1964/65 ging es für ihn dann hoch in die zweite Liga, als er im Oktober 1964 beim Erstligaabsteiger Ipswich Town anheuerte – dort war zuvor Jackie Milburn entlassen worden. Unter McGarry zeigten sich die Leistungen zunächst wechselhaft und einem fünften Platz im ersten Jahr folgte der Absturz auf den 15. Rang in der Spielzeit 1965/66, bevor besonders die Rückkehr von Torjäger Ray Crawford entscheidend dazu beitrug, dass die „Blues“ 1968 in die First Division aufstiegen. Dort angekommen blieb McGarry dem Verein nur kurz erhalten, denn nur wenige Monate später trat er von seinem Posten zurück, um beim Erstligakonkurrenten Wolverhampton Wanderers neuer Trainer zu werden. Die „Wolves“ hatten zuvor McGarrys ehemaligen Mannschaftskameraden Ronnie Allen entlassen; in Ipswich folgte ihm selbst der spätere englische Nationaltrainer Bobby Robson nach.

#### Wolverhampton Wanderers (1968–1976)
Gemeinsam mit seinem Assistenten Sammy Chung, der bereits mit McGarry in Ipswich gearbeitet hatte, bildete er eine schlagkräftige Mannschaft um den schnellen Flügelspieler Dave Wagstaffe, der Mittelfeldzentrale aus Mike Bailey und Kenny Hibbitt sowie dem Sturmduo Derek Dougan und John Richards. Ergebnis war eine kontinuierliche Entwicklung von einem unteren Mittelfeldplatz in der Saison 1968/69 zu einem vierten Rang zwei Jahre später. Erster Titelgewinn war im selben Jahr 1971 der erstmals ausgetragene Texaco Cup.
Zwar fiel McGarrys Mannschaft im Jahr darauf auf den neunten Platz zurück, aber im UEFA-Pokal gelang parallel mit dem Einzug ins Endspiel ein weiterer großer Erfolg. Dabei besiegten die „Wolves“ im Viertel- und Halbfinale Juventus Turin und Ferencváros Budapest, bevor sie sich im Finale Tottenham Hotspur geschlagen geben mussten. Eine weitere Qualifikation für den UEFA-Pokal gelang McGarrys Mannschaft über den fünften Rang in der Saison 1972/73, als gleichzeitig in beiden heimischen Pokalwettbewerben das Halbfinale erreicht wurde. Der erste bedeutsame Titel („Major Trophy“) unter seiner Regentschaft folgte im Jahr darauf, als im 1974er Finale des Ligapokals Manchester City mit 2:1 bezwungen wurde.
Trotz des Pokalerfolgs zeigte die sportliche Tendenz mittelfristig nach unten und nach zwei zweistelligen Tabellenplätzen 1974 und 1975 stieg McGarry mit Wolverhampton nach Abschluss der Saison 1975/76 in die Zweitklassigkeit ab. Prompt wurde er nach acht Jahren als Cheftrainer der „Wolves“ entlassen; ihm folgte sein ehemaliger „Intimus“ Sammy Chung nach. Verantwortlich für den Niedergang war vor allem, dass er den Weggang der in die Jahre gekommenen Mike Bailey, Derek Dougan und Dave Wagstaffe nicht kompensieren konnte. Die als Ersatz verpflichteten Akteure ließen sich nur schwer in McGarrys Konzept pressen, der sich zudem in taktischer Hinsicht wenig flexibel zeigte.

#### Letzte Karrierestationen (1976–1985)
Nach der Zeit in Wolverhampton suchte McGarry sein Glück in der Ferne und als Cheftrainer der saudi-arabischen Nationalmannschaft ersetzte er Ferenc Puskás. Dort blieb er jedoch nur kurz und nach seiner Rückkehr nach England versuchte ihn Port Vale im Oktober 1977 zu verpflichteten, nachdem der Verein zuvor Roy Sproson entlassen hatte. Einen Monat später heuerte er bei Newcastle United an und in seine Ägide fallen die Spielerkäufe von Kenny Wharton, Peter Withe, Alan Shoulder und Bobby Shinton. Dennoch zeigte sich die Bilanz in etwa drei Jahren durchwachsen, denn nach dem Abstieg 1978 scheiterte McGarry bei der „Mission“ Rückkehr in die Erstklassigkeit mit zwei Mittelfeldplätzen deutlich. Wenige Wochen nach Beginn der Saison 1980/81 wurde McGarry dann nach einer Ligapokalniederlage gegen den Drittligisten FC Bury entlassen – ihm folgte Arthur Cox nach.
Ohne bei einer seiner nächsten Stationen dauerhaft sesshaft zu werden, war er jeweils kurzzeitig als Scout für Brighton & Hove Albion sowie als Trainer in Sambia für die Power Dynamos und die Nationalmannschaft aktiv. Über Südafrika, wo er als Assistent arbeitete, kehrte er im September 1985 nach Wolverhampton zurück. Dort überwarf er sich jedoch bereits nach 61 Tagen mit den Eigentümern, den Bhatti-Brüdern. Nach einer kurzen Auszeit zog es ihn wieder nach Südafrika. Dort arbeitete er in Bophuthatswana weiter im Trainerberuf.
Mehr als zwei Jahrzehnte lebte McGarry in seiner neuen Wahlheimat, bevor er im März 2005 nach längerer Krankheit im Alter von 77 Jahren verstarb.

## Titel/Auszeichnungen
- Englischer Ligapokal (1): 1974
- Texaco Cup (1): 1971